# Балтийская лига (футбол)
Балти́йская ли́га — футбольный турнир с участием пяти лучших команд из Латвии, Литвы, Эстонии и лучшей шестой команды от страны предыдущего победителя, первый розыгрыш которого прошёл в 2007 году. Последним обладателем трофея на данный момент является «Сконто».

## Финалы
| Сезон   | Домашний матч                              | Счет               | Выездной матч | Место                        | Судья            |
| ------- | ------------------------------------------ | ------------------ | ------------- | ---------------------------- | ---------------- |
| 2010/11 | Вентспилс                                  | 1 : 1 5 — 6 (пен.) | Сконто        | ОЦ «Вентспилс», Вентспилс    | Нериюс Дунаускас |
| 2009/10 | Судува                                     | 3 : 3 3 — 5 (пен.) | Вентспилс     | Стадион «Судува», Мариямполе | Стэн Кальдма     |
| 2008    | Сконто                                     | 1 : 2              | Каунас        | Стадион «Сконто», Рига       | Ханнес Каасик    |
| 2007    | Вентспилс                                  | 1 : 3              | Металлург     | ОЦ «Вентспилс», Вентспилс    | Кристо Тохвер    |
| 2007    | Металлург                                  | 5 : 1              | Вентспилс     | Стадион «Даугава», Лиепая    | Андриус Жута     |
| 2007    | Металлург выиграл 8:2 по сумме двух матчей |                    |               | Стадион «Даугава», Лиепая    | Андриус Жута     |

### Лучшие клубы
| Клуб      | Чемпион | Финалист | Кол-во сезонов | Выиграл в сезоне |
| --------- | ------- | -------- | -------------- | ---------------- |
| Вентспилс | 1       | 2        | 4              | 2009/2010        |
| Сконто    | 1       | 1        | 4              | 2010/2011        |
| Каунас    | 1       | 0        | 2              | 2008             |
| Металлург | 1       | 0        | 4              | 2007             |
| Судува    | 0       | 1        | 4              |                  |

### Лучший бомбардир
12 голов:
- Ричардас Бенюшис